# Aubria subsigillata
Aubria subsigillata е вид жаба от семейство Pyxicephalidae. Видът не е застрашен от изчезване.

## Разпространение
Разпространен е в Габон, Екваториална Гвинея и Камерун.